# Rudolf von Gottschall

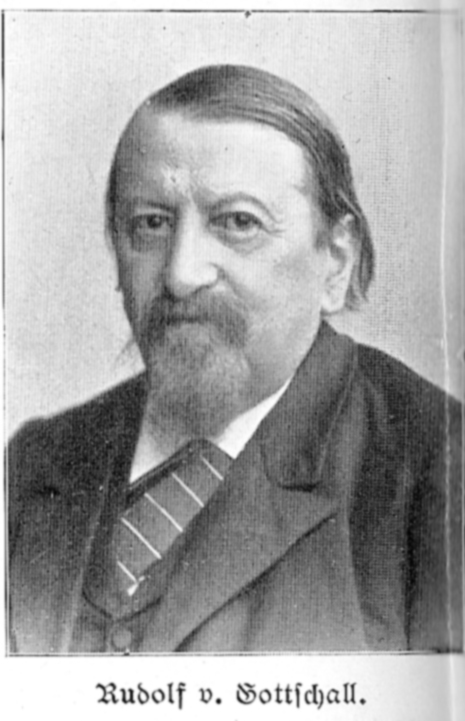
Rudolf Gottschall

Rudolf von Gottschall, Altersportrait

Rudolf Karl Gottschall, ab 1877 von Gottschall (* 30. September 1823 in Breslau; † 21. März 1909 in Leipzig) war ein deutscher Dramatiker, Epiker, Erzähler, Literaturhistoriker und Literaturkritiker.

## Leben
Rudolf von Gottschall, Sohn eines preußischen Artillerieoffiziers, besuchte die Herzog-Albrechts-Schule (Rastenburg). Nach dem Abitur studierte er ab 1841 an der Albertus-Universität Königsberg Rechtswissenschaft. Dort schloss er sich dem burschenschaftlichen Kränzchen Gothia an. Wegen politischer Agitation relegiert, setzte er sein Studium an der Schlesischen Friedrich-Wilhelms-Universität Breslau fort. 1843 wurde er Mitglied der Alten Breslauer Burschenschaft der Raczeks. Er beendete das Studium an der Friedrich-Wilhelms-Universität zu Berlin. Mit einer Doktorarbeit über die römischen Strafen bei Ehebruch wurde er 1846 in Königsberg promoviert.
1847 wurde er Dramaturg am Stadttheater Königsberg. Er ging 1848 nach Hamburg und 1852 nach Breslau. Dort heiratete er im selben Jahr Marie Freiin v. Seherr-Thoß (von der ein Briefwechsel mit Leopold Schefer vorliegt) und ging 1862 nach Posen, wo er kurzzeitig Redakteur der Ostdeutschen Zeitung war. Von 1864 – das Jahr, in dem er nach Leipzig übersiedelte – bis 1888 war Gottschall Herausgeber der Blätter für literarische Unterhaltung und Unsere Zeit (beide Zeitschriften im Besitz des Verlagshauses F. A. Brockhaus) in Leipzig. 1877 wurde Gottschall für seine Verdienste um die deutsche Literatur von Wilhelm I. als König von Preußen nobilitiert.
Gottschalls fortschrittliches Schaffen war zu seinen Lebzeiten geachtet, seine Dramen wurden gern gespielt. Seine Werke zeichneten sich vor allem durch unabhängige Urteilskraft, aber auch durch zeitbezogene Kritik aus, was mit dazu beigetragen hat, dass er nach seinem Tode schnell in Vergessenheit geriet.

## Schach
Gottschall war lange Jahre Präsident der Schachgesellschaft Augustea Leipzig und nach seinem Rücktritt ihr Ehrenpräsident. Auf seine Anregung hin wurde am 18. Juli 1877 in deren Mitte der Deutsche Schachbund ins Leben gerufen. Obwohl er Funktionär des Schachsports und regelmäßiger Besucher der Augustea war, spielte er zeitlebens bei keinem einziges Schachturnier. Er beschränkte sein Spiel auf Einzelpartien, zum Beispiel mit seinem Freund Adolf Anderssen während seines Studiums in Breslau. Gottschalls Sohn Hermann machte sich als Schachspieler, Herausgeber der Deutschen Schachzeitung und Schachkomponist einen Namen.

## Werke
- Lieder der Gegenwart (Gedichte). Theile, Königsberg 1842. (Digitalisat)
- Censur-Flüchtlinge (Gedichte). Verlag des Literarischen Comptoirs, Zürich und Winterthur 1843. (Digitalisat)
- Ulrich von Hutten (Drama). Theile, Königsberg 1843. (Digitalisat)
- Robespierre (Drama). Burckhardt, Neiße 1845. (Digitalisat)
- Barrikaden-Lieder (Gedichte), 1848 Digitalisat
- Wiener Immortellen (Gedichte). Hoffmann & Campe, Hamburg 1848. (Digitalisat)
- Die Marseillaise (Dramatisches Gedicht). Hoffmann & Campe, Hamburg 1849. (Digitalisat)
- Lambertine von Méricourt (Drama). Hoffmann & Campe, Hamburg 1850. (Digitalisat)
- Ferdinand von Schill (Drama) Hoffmann & Campe, Hamburg 1850. (Digitalisat)
- Die Göttin. Ein Hoheslied vom Weibe (Epos). Hoffmann & Campe, Hamburg 1853. (Digitalisat)
- Pitt und Fox (Lustspiel). Kolbe, Berlin 1854. (Digitalisat)
- Die deutsche Nationalliteratur in der ersten Hälfte des 19. Jahrhunderts. Trewndt und Granier, Breslau 1855 (2 Bände) (Digitalisat Band 1)
- Poetik. Die Dichtkunst und ihre Technik [v]om Standpunkte der Neuzeit. Breslau 1858 Digitalisat und Volltext im Deutschen Textarchiv
- Mazeppa (Drama). Brockhaus, Leipzig 1865. (Digitalisat)
- Maja. Ein Lotosblumenkranz (Epos). Trewendt, Breslau 1864. (Digitalisat der 2. Aufl. 1877)
- Reisebilder aus Italien. Trewendt, Breslau 1864. (Digitalisat)
- Die Diplomaten (Lustspiel). Kolbe, Berlin 1865. (Digitalisat)
- Dramatische Werke. 12 Bde., 1865–80
- Der Nabob (Drama), 1866. (Digitalisat)
- Porträts und Studien, 4 Bde., 1870/71
- Die Welt des Schwindels (Lustspiel), 1871
- Janus. Friedens- und Kriegsgedichte (Gedichte), 1873
- Der neue Plutarch, 12 Bde., Brockhaus, Leipzig 1874–88
  - Erster Theil, 1874 (Digitalisat).
  - Zweiter Theil, 1875 (Digitalisat).
  - Dritter Theil, 1876 (Digitalisat).
  - Vierter Theil, 1876 (Digitalisat).
  - Zehnter Theil, 1884 (Digitalisat).
- Im Banne des schwarzen Adlers (Roman) 3 Bde., 1876
- Arabella Stuart (Drama), 1877
- Welke Blätter (Roman), 3 Bde., 1877, 1. Band
- Das goldene Kalb (Roman), 3 Bde., 1880
- Die Erbschaft des Blutes (Roman), 3 Bde., 1882
- Schulröschen (Erzählung), 1886
- Merlins Wanderungen (Epos), 1887
- Bunte Blüthen (Gedichte), 1891
- Verkümmerte Existenzen (Roman), 2 Bde., 1892
- Gutenberg (Drama), 1893 Digitalisat
- Moderne Streber (Roman), 2 Bde., 1896
- Der steinerne Gast (Roman), 1897
- Das verzauberte Schloß (Roman), 1898
- Rahab (Drama), 1898
- Aus meiner Jugend (Autobiographie). 1898. (Digitalisat)
- Zur Kritik des modernen Dramas. 1900. (Digitalisat)
- Christian Dietrich Grabbe, 1901
- Auf freien Bahnen (Roman), 2 Bde., 1901
- Parasiten (Roman), 1906
- Späte Lieder (Gedichte). Schlesische Verlagsanstalt, Breslau 1906.